# Newark (Ohio)
Newark is een plaats (city) in de Amerikaanse staat Ohio, en valt bestuurlijk gezien onder Licking County.

## Demografie
Bij de volkstelling in 2000 werd het aantal inwoners vastgesteld op 46.279.
In 2006 is het aantal inwoners door het United States Census Bureau geschat op 47.242, een stijging van 963 (2.1%).

## Geografie
Volgens het United States Census Bureau beslaat de plaats een oppervlakte van
51,2 km², waarvan 50,6 km² land en 0,6 km² water. Newark ligt op ongeveer 254 m boven zeeniveau.

## Plaatsen in de nabije omgeving
De onderstaande figuur toont nabijgelegen plaatsen in een straal van 16 km rond Newark.

## Geboren
- Jon Hendricks (1921-2017), jazzmuzikant en songwriter
- Bob Clendenin (1964), acteur